# Adolphe Pinard
Pour les articles homonymes, voir Pinard.
Adolphe Pinard (4 février 1844 à Méry-sur-Seine, Aube - 1er mars 1934) est un obstétricien et homme politique français, membre de l'Académie de médecine, père de la puériculture. Il est également député lors de deux législatures durant la Troisième République.

## Biographie

### Naissance
Adolphe Pinard est né le 4 février 1844 dans la petite ville de Méry-sur-Seine, située dans le département de l'Aube.
Son père, prénommé Désir (ou Désiré), est fabricant de bas et bonnetier et sa mère, Amable-Antoinette, originaire de Saint-Oulph dans le même département, est née sous le nom de Thomas.

### Formation
Le 12 juin 1874, il soutint à l'Université de Paris une thèse pour le doctorat en médecine, intitulée Nouvelles recherches de pelvimétrie et de pelvigraphie, sur la forme et les diamètres antéro-postérieurs de 100 bassins viciés représentés de grandeur naturelle.

### Carrière professionnelle

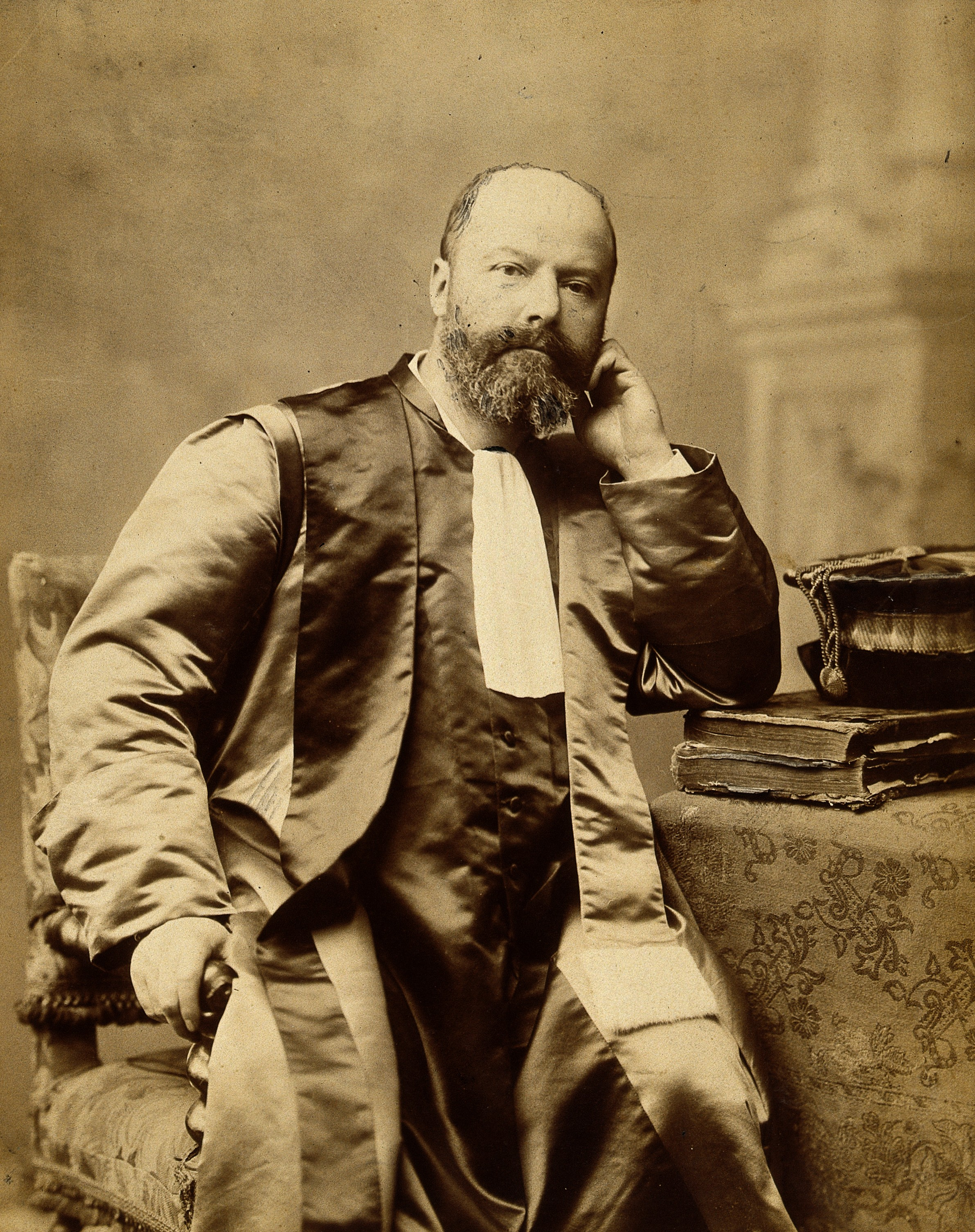
Adolphe Pinard, photographié par Pierre Petit
(avant 1910)

En 1886, il est chargé de la clinique d'accouchements de la faculté de médecine de Paris, en succession de son maître Charles Pajot, médecin et professeur d'accouchement considéré comme l'un des fondateurs de l'obstétrique moderne.
Également ancien élève du Pr Stéphane Tarnier, Adolphe Pinard instituera les consultations prénatales et préconisera la création de maisons d'accueil pour femmes enceintes nécessiteuses, développant ainsi la puériculture sociale.
Il est aussi un des grands partisan de l'allaitement au sein. Il déclara notamment que : « Le lait de la mère appartient à l'enfant ». Pinard condamnait, en outre, fermement l'usage de la tétine et déclara à ce propos : « Retenez bien ceci, c'est qu'en voulant calmer les bébés, on leur fait beaucoup plus souvent du mal que du bien ».
À la suite de la Première Guerre mondiale, dans un contexte du relèvement de la natalité, le gouvernement français, par l'intermédiaire de son ministre de la prévoyance sociale Jules-Louis Breton, arrêta le projet inspiré par le Pr Pinard de transformer l'hôpital Esquirol, autrefois connu sous le nom d'asile de Charenton, en « maison maternelle nationale » ce qui ne fut effectué que partiellement, laissant à cet hôpital sa mission psychiatrique, mais en lui accolant une maternité. Il s'agit de la maison nationale de Saint-Maurice.
En 1920, il créa la première école de puériculture de France dans le 15e arrondissement de Paris et qu'il dirigera jusqu'à sa mort en 1934.

### Décès
Après sa carrière de professeur de médecine, il est député de la Seine de 1919 à 1928, en siégeant sur les bancs radicaux. Il décède le 1er mars 1934 dans sa maison de Méry-sur-Seine. Il sera enterré dans cette même ville.

### Famille
Son gendre, le Pr Alexandre Couvelaire, le remplaça, en tant que professeur de clinique d'accouchement à la Faculté de médecine de Paris dès 1914.
Adoplhe Pinard est également le grand-père du Pr Roger Couvelaire, urologue à l'hôpital Necker et l'arrière grand-père d'Alexandre Couvelaire, créateur de la compagnie aérienne Euralair.

## Carrière et engagement politique

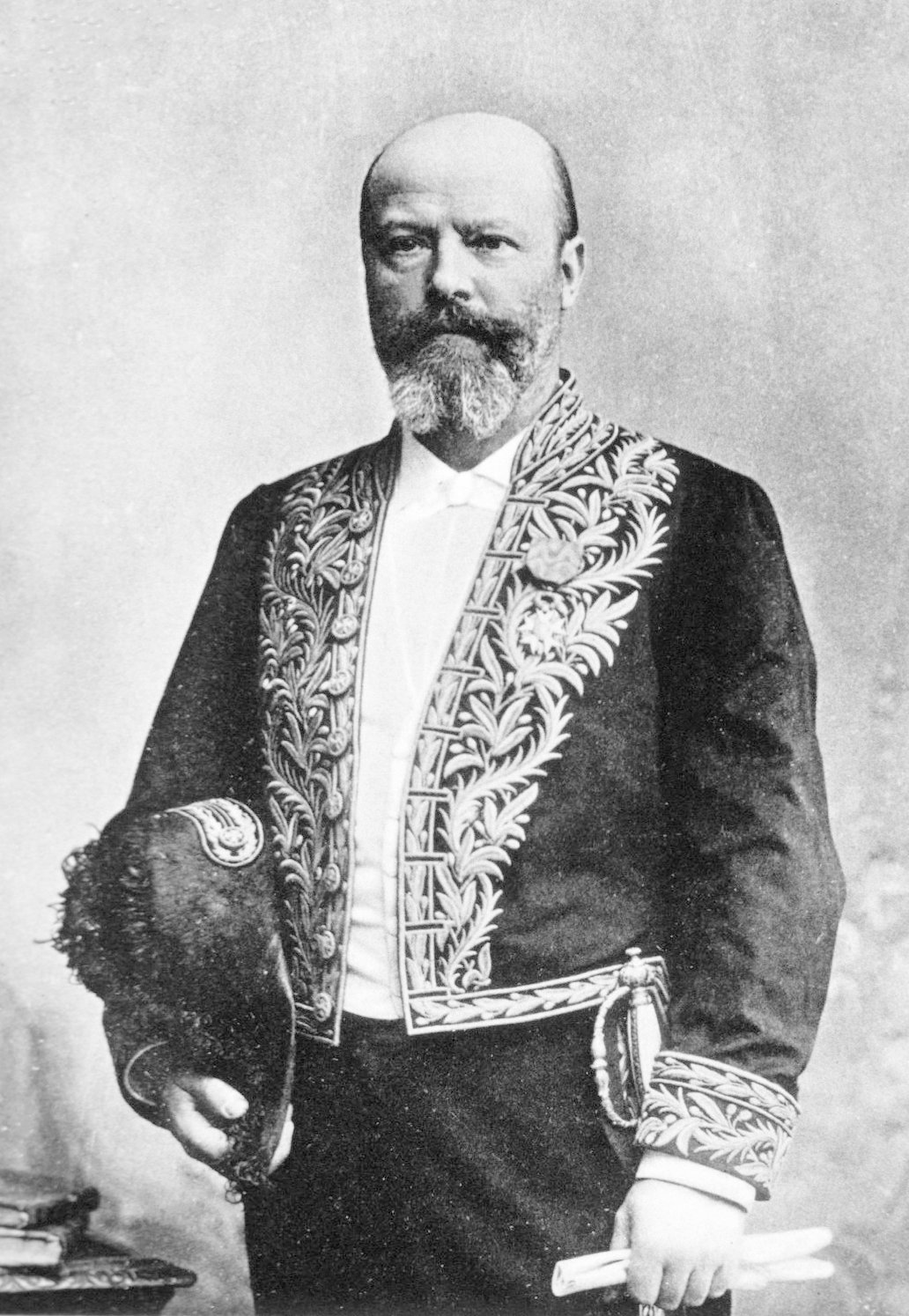
Adolphe Pinard en costume d'académicien

Homme politiquement ancré à gauche, il est député de la Seine en tant que tête de liste Union-républicaine (union du parti radical et radical-socialiste) du 16 novembre 1919 au 31 mai 1924 dans la première circonscription de la Seine.
En 1924, il est réélu député dans la même circonscription sur la liste du cartel des gauches, union politique qui obtiendra la majorité des voix et permettra à Édouard Herriot de devenir Président du Conseil de la IIIe république. Adolphe Pinard, se considérant trop âgé, ne se représentera pas lors de l'élection législative suivante en 1932.
Président de la Société française d'eugénique, dont il est un des fondateurs il déposa en novembre 1926 à la Chambre des députés un projet de loi demandant qu'avant l'inscription sur les registres de mariage, on présentât un certificat médical établissant l'absence de maladie contagieuse.

## Travaux

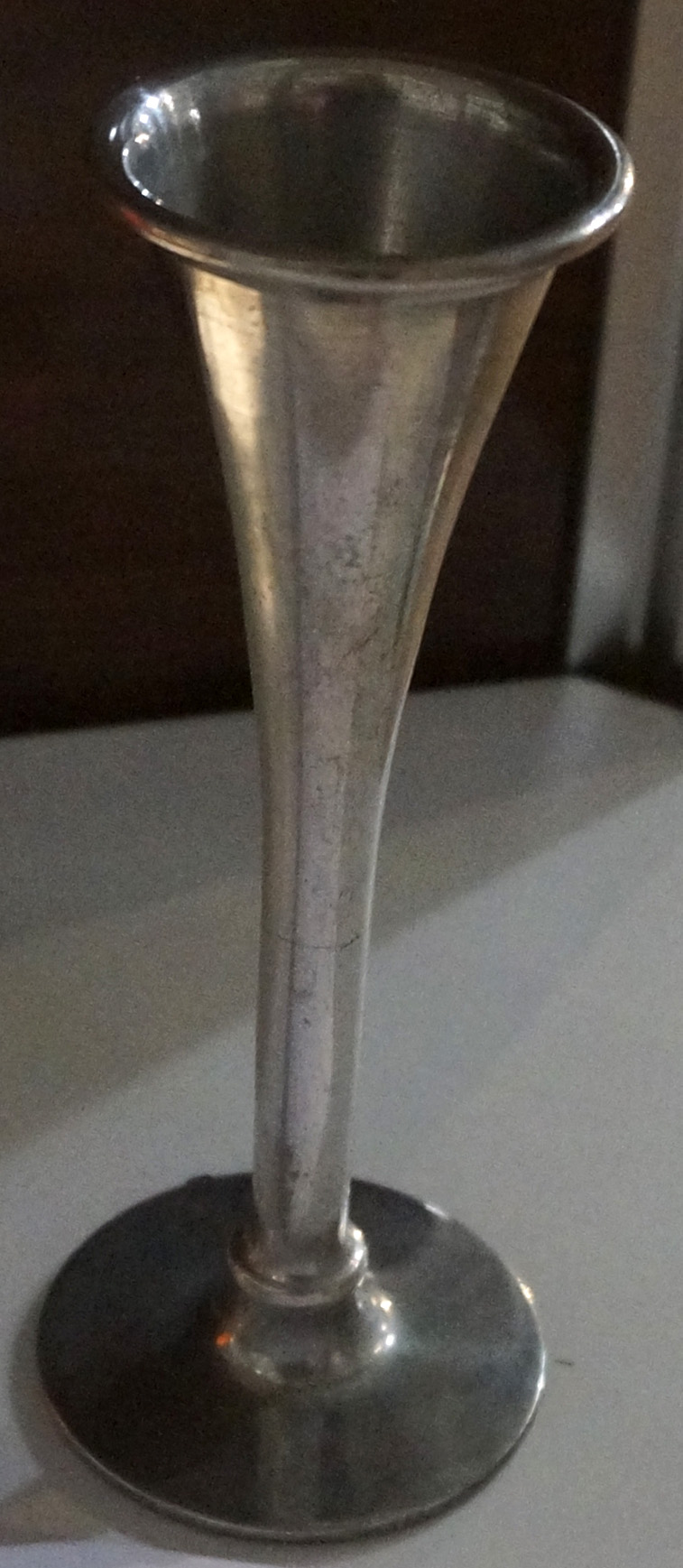
Stéthoscope obstétrical de Pinard

En tant que médecin praticien, Pinard a écrit plusieurs travaux afin de présenter ses théories de la puériculture. Il les considère comme la solution nécessaire à la « dégénérescence » de la race humaine.
François Secco (2021) montre également toute l'attention portée par Pinard au monde scolaire et universitaire. Il rédige en 1908 un manuel appelé La Puériculture du Premier Âge, destiné aux mères et aux enseignantes des écoles de filles. Le manuel est recommandé comme ouvrage de référence par 20% des départements français en 1909. Il déclare qu'« il faut créer et donner partout, dans les oeuvres, les instituts post-scolaires, dans les Lycées, dans les Facultés, cet enseignement nouveau ».

Il fut partisan d'une forme d'eugénisme plus social que racialiste et déclare en 1916 :
«  Notion sacrée, base de l'humanité : le respect absolu de toute personnalité humaine quelle que soit son infirmité et quelle que soit son origine. Ainsi que la nature, elle veut la perpétuation de l'espèce, mais sans être comme elle, impitoyable pour les individus...//... Elle veut la science pour éclairer le génie de l'espèce au profit de l'individu...  »

## Postérité

### Odonymie
Adolphe Pinard a donné son nom au boulevard Adolphe-Pinard (en limite du territoire de la commune de Malakoff) et à l'amphithéâtre de l'Institut de puériculture et de périnatalogie, situé boulevard Brune. L'établissement (dont Adolphe Pinard est l'un des fondateurs) et cette voie sont proches l'un de l'autre dans la partie méridionale du 14e arrondissement de Paris, non loin de la porte Brancion.
Il existe également une rue du professeur Pinard dans la ville natale de l'obstétricien, Méry-sur-Seine, ainsi qu'à Troyes, préfecture de l'Aube.
La ville portuaire de Toulon compte une rue Professeur Pinard
Maternités

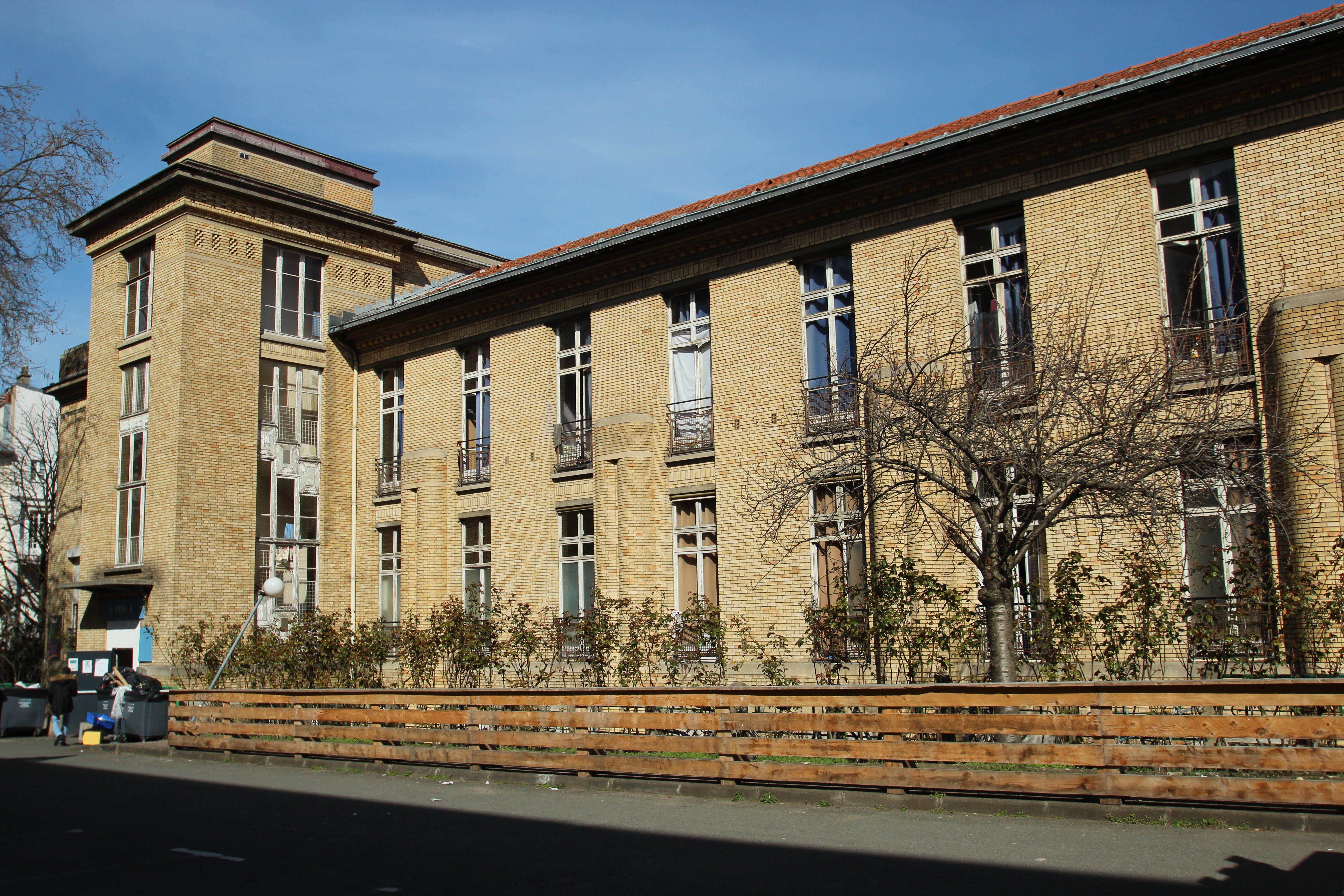
Ancienne maternité Pinard (Hôpital Saint-Vincent-de-Paul à Paris)

En Meurthe-et-Moselle, la Maternité Régionale de Nancy porte son nom.
Dans le 14e arrondissement de Paris, une aile de la maternité du pole périnatal Port-Royal, inaugurée en 2012, porte également son nom, en souvenir de la maternité Pinard situé dans l'hôpital Saint-Vincent-de-Paul, située non loin de là et fermée en 2011, après le rattachement de cet ancien établissement au groupe hospitalier Cochin-Saint-Vincent-de-Paul-La Roche-Guyon en 1999  avant sa fermeture définitive.

### Terme médical
Son nom est également associé aux contractions du myomètre qui clampe les vaisseaux aboutissant au placenta, ce sont les ligatures vivantes de Pinard.

### Confusion
Il est faussement associé à une légende qui voudrait qu'il aurait fait voter une loi donnant une ration de vin aux soldats pendant la Première Guerre mondiale, ce qui aurait fait entrer le mot « pinard » dans le vocabulaire. En réalité, ce mot argotique existait déjà le siècle précédent et Adolphe Pinard ne fut parlementaire qu'après le conflit. Selon L'auteur Michel Friedman, ce nom commun pourrait être lié à une déformation des termes « pineau » ou « pinot »

## Œuvres et publications
- Traité du palper abdominal, au point de vue obstétrical, et de la version par manœuvres externes, H. Lauwereyns, 1878
- Traitement de l'infection puerpérale (en collaboration avec Victor Wallich), G. Steinheil, 1896
- Clinique obstétricale, Steinheil, 1899
- La puériculture du premier âge : nourriture, vêtement, hygiène, Colin, 1904
- De la puériculture, 1908, lire en ligne sur Gallica.
- L'enseignement de la puériculture (en collaboration avec Henri Méry), Impr. nationale, 1912
- À la jeunesse, pour l'avenir de la race française, Ligue nationale française contre le péril vénérien, L. P. V. (Paris), 1925, lire en ligne sur Gallica.